# Largura equivalente

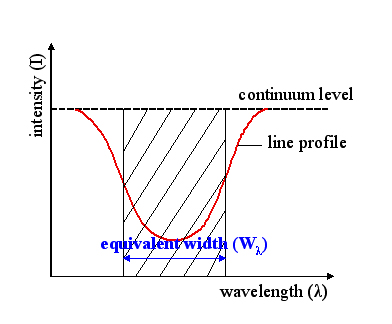
Diagrama indicando a largura equivalente correspondente à raia de absorção, que é mostrada em vermelho.

A largura equivalente de uma raia espectral é uma medida da área da raia em um gráfico de intensidade contra comprimento de onda. Ela é encontrada formando-se um retângulo com altura igual à da emissão contínua, e encontrando-se a largura para a qual a área do retângulo seja igual à área na raia espectral. É uma medida da força das características espectrais, que é usada principalmente em astronomia.

## Definição
Formalmente, a largura equivalente é dada pela equação:
{\displaystyle W_{\lambda }=\int (1-F_{\lambda }/F_{0})d\lambda }.
Onde {\displaystyle F_{0}} representa a intensidade contínua em ambos os lados da característica de absorção (ou emissão), enquanto {\displaystyle F_{\lambda }} representa a intensidade através de toda a faixa de comprimento de onda de interesse. Então {\displaystyle W_{\lambda }} representa a largura de uma raia hipotética que cai a uma intensidade zero e tem a mesma diferença de fluxo integrado em relação ao contínuo que a raia verdadeira. Esta equação pode ser aplicada tanto à emissão quanto à absorção, mas quando aplicada à emissão, o valor de {\displaystyle W_{\lambda }} é negativo, portanto é utilizado o valor absoluto.

## Aplicações
A largura equivalente é usada como uma medida quantitativa da força de características espectrais. É uma escolha conveniente, porque as formas das características espectrais podem variar dependendo da configuração do sistema que está produzindo as raias espectrais. Por exemplo, a raia pode experimentar alargamento Doppler devido a movimentos do gás que emite os fótons. Os fótons serão deslocados da linha de centro, com isso conferindo à altura da raia de emissão uma medida pobre da sua força total. A largura equivalente, por outro lado, mede a fração da energia removida do espectro pela raia, independentemente do alargamento intrínseco à raia ou de um detector com baixa resolução. Logo, a largura equivalente pode em muitas condições indicar o número de átomos que estão absorvendo ou emitindo.
Por exemplo, medições da largura equivalente da transição de Balmer alfa em estrelas T Tauri são usadas para classificar estrelas T Tauri individuais como clássicas ou de raia fraca (referência à fraqueza das raias espectrais de uma estrela, comparadas a estrelas padrões de mesma classificação estelar). A largura equivalente também é utilizada no estudo da formação estelar em galáxias Lyman alfa, uma vez que a largura equivalente da raia de Lyman alfa está relacionada à taxa de formação de estrelas da galáxia. A largura equivalente também é usada em muitas outras situações em que é necessária uma comparação quantitativa entre forças de raias.